# 计成 (自行车运动员)
计成（1987年7月15日—），中国前职业自行车手，2006年首次登场，曾于2007年至2016年间效力于捷安特-禧玛诺 （页面存档备份，存于）(或称 世纪禧玛诺)车队。
2012年，计成以总成绩第175名，完成环西自行车赛，成为首名参与及完成一个完整环欧自行车赛事的中国车手。2013年，计成参与了环意自行车赛，为中国车手当中，参与环意的第一人。2014年，计成参与了环法自行车赛，以最后一名的成绩完赛并获得了红灯笼奖，成为首名完成环法的中国车手。
计成于2016年赛季结束后退役，现于禧玛诺(上海)市场部工作。在b站开设账号"计指导"。在2021年环法转播担任中文特邀解说。

## 主要赛事成绩
2008年
环南中国海自行车赛第1站冠军

### 世界三大公路赛成绩
| 赛事 | 2012 | 2013 | 2014 | 2015 | 2016 |
| ---- | ---- | ---- | ---- | ---- | ---- |
| 环意 | —    | WD   | —    | 156  | 154  |
| 环法 | —    | —    | 164  | —    | —    |
| 环西 | 175  | —    | —    | —    | —    |